# Карлюга, Евгения Кирилловна
Евгения Кирилловна Карлюга, в девичестве — Довжук (укр. Євгенія Кирилівна Карлюга; 1899 год, село Голта — 1976 года, Первомайск, Николаевская область, Украинская ССР) — колхозница, звеньевая колхоза имени Ленина Первомайского района Одесской области, Украинская ССР. Герой Социалистического Труда (1949).

## Биография
Родилась в 1899 году в крестьянской семье в селе Голта (сегодня — часть города Первомайск Николаевской области).
С 1946 года возглавляла 1-е полеводческое звено колхоза имени Ленина города Первомайска Одесской (ныне — Николаевской) области. В 1948 году звено Евгении Карлюги собрало в среднем по 31,6 центнера пшеницы с каждого гектара с участка площадью 20 гектаров.
В 1950 году звено первым в Первомайском районе применило квадратно-гнездовой метод посадки кукурузы, собрав в среднем по 65 центнеров с гектара на участке площадью 29 гектаров.
Возглавляла звено до 1955 года, затем работала в звене К. П. Богдановской.
Скончалась в 1976 году. Похоронена в Первомайске на кладбище по улице Каменномостовской.

## Награды
- Герой Социалистического Труда — указом Президиума Верховного Совета СССР от 21 марта 1949 года
- Орден Ленина
- Медаль «За доблестный труд в Великой Отечественной войне 1941—1945 гг.»